# Саудозизм
Саудози́зм, саудоси́зм (порт. Saudosismo, саудози́жму) — идейное и художественное направление в культуре Португалии 1910—1930-х годов. Этимологически термин происходит от саудаде. Синонимичное, но более широкое понятие — пассади́зм (порт. Passadismo, пассадижму) — культ прошлого, любовь к прошлым эпохам. 

## Характеристика
Согласно А. Ж. Сарайве и О. Лопешу, в узком смысле определение саудозизма сводится к эстетическому и идейному движению, вдохновителем которого стал Тейшейра де Пашкуайш. В таком случае понятие трактуется как литературное, религиозное и философское движение, зарождённое группой интеллектуалов общества Renascença Portuguesa (Португальское возрождение) после провозглашения Первой Португальской республики (1910).
В более широком смысле под саудозизмом понимается близкое эстетике символизма течение, рассматриваемое как развитие пантеистического мистицизма, утвердившегося в позднем творчестве поколения 1870-х годов (Geração de 70). Одновременно с Гомешем Леалом или Раулом Бранданом в литературе и Сампайю Бруну (псевдоним Жозе Перейры Сампайю, 1857—1915, основатель португальской философии) — эрудит, сменивший позитивизм на увлечение оккультным мистицизмом — в философии, Пашкуайш исходит от метафизической формулировки проблемы зла и боли; также как Оливейра Мартинш, как Герра Жункейру в «Отечестве» (Pátria) и как Антониу Нобре Пашкуайш выбрал отправной точкой чувство разочарования страной, усугублённое принятием британского Ультиматума 1890 года. 
Избавление от унижения виделось в переосмыслении идеи общего прогресса человечества в рамках пантеистического наследия поколения 1870-х годов путём прославления и возвеличивания традиционного в португальской поэзии чувства саудаде и роста самосознания.

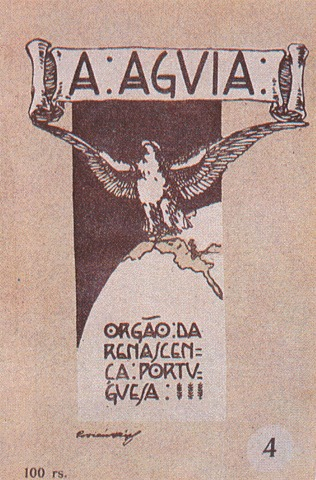
Печатный орган течения журнал A Águia («Орёл»), 1912, № 4

Концепция подразумевала развитие национальной культуры Португалии на основе выпуска патриотических изданий, создания народных университетов, проведения курсов и коллоквиумов, организации библиотек. Идеологическим и рабочим печатным органом движения стал журнал A Águia («Орёл», 1910—1932), вокруг которого сгруппировались писатели и поэты, художники и философы, критики и искусствоведы: Тейшейра де Пашкуайш, Мариу Бейран (Mário Beirão), Леонарду Коимбра, Жайме Кортезан, Афонсу Дуарте (Afonso Duarte), Антониу Карнейру (António Carneiro), Санта Анна Дионизиу (Sant'Anna Dionísio), Эрнани Сидаде (Hernâni Cidade), Адолфу Казайш Монтейру (Adolfo Casais Monteiro), Аугушту Казимиру (Augusto Casimiro), Аугушту Жил (Augusto Gil), Афонсу Лопеш Виейра, Раул Пренса (Raul Proença), Антониу Сержиу (António Sérgio), Антониу Коррейя де Оливейра, Мануэл Ларанжейра (Manuel Laranjeira), Сампайю Бруну и другие.

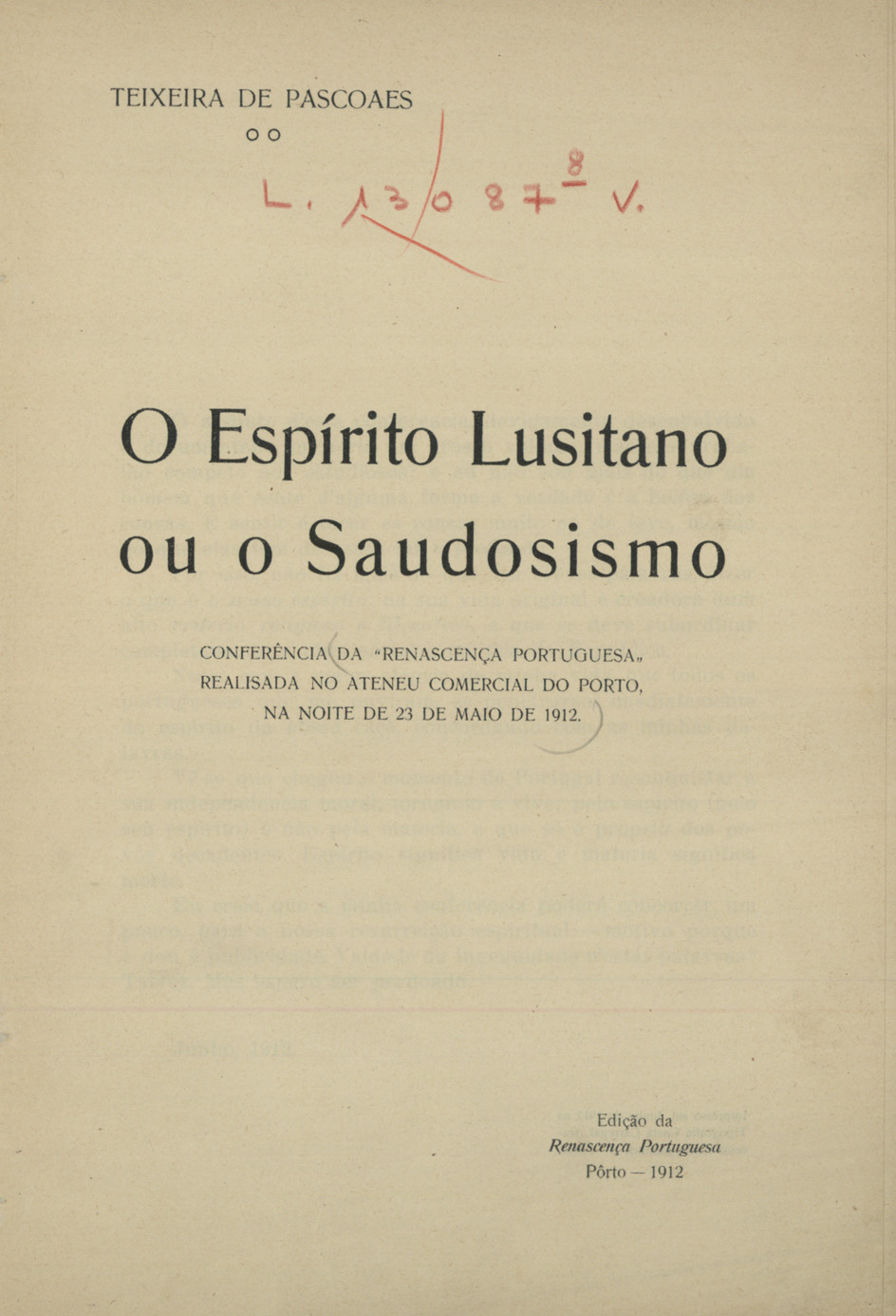
Титульный лист программного доклада Тейшейры де Пашкуайша O Espírito Lusitano ou o Saudosismo, 1912

Манифестом течения считается доклад Тейшейры де Пашкуайша O Espírito Lusitano e o Saudosismo («Лузитанский дух и саудозизм») на его первой конференции от общества Renascença Portuguesa в мае 1912 года.
Участники ратовали за интеллектуальное обновление страны посредством возврата к культурным традициям Португалии, в частности возвеличивании понятия саудаде, трактуемого в качестве высшей и определяющей характеристики духа португальцев, популяризация культа мистического патриотизма мессианского характера. Главным глашатаем идеи выступил Тейшейра де Пашкуаш. К нему присоединились сотрудничавшие в журнале «Орёл» авторы. К наиболее полно выразившим данную тенденцию поэтам относятся Афонсу Лопеш Виейра и Афонсу Дуарте. Для Фернанду Пессоа саудозизм был промежуточной стадией между символизмом и модернизмом, вылившись в суперсаудозижм (supersaudosismo). 
Последние серии журнала «Орёл» 1920-х годов были тесно связаны с филологическим факультетом Университета Порту до того, как его упразднили. Со временем в поэзии саудозизма стала преобладать заоблачная мечтательность, банальность, таинственная недосказанность, её более одарённые представители впоследствии перешли к индивидуальным изысканиям, к другим литературным жанрам или к различным формам регионализма, традиционализма или к лирике личного характера. В литературе саудозизм пришёл на смену символизму, развиваясь парралельно с неогарретизмом, разновидностью португальского неоромантизма. Для А. Ж. Сарайвы и О. Лопеша понятие «саудозизм» было у́же термина «пассадизм», к которому португальские литературоведы относили неогарретизм, литературные национализм и интегрализм.
В португальской поэзии саудосизм знаменовал возникновение новой литературной школы, первой португальской поэтической школы XX века, без которой было бы немыслимо возникновение паулизма, сесационизма и интерсекционизма Фернанду Пессоа. Вскоре её достижения заслонил модернизм, её вклад в историю португальской литературы перестал оцениваться по достоинству и забылся. Тем не менее, в 1972 году Мариу Сезарини признался, что ставит поэта Тейшейру де Пашкуайша выше Фернанду Пессоа.

## Пессоа о саудозизме
В архиве Пессоа сохранились неопубликованные при жизни поэта тексты с рассуждениями о природе саудозизма. Саудозизм Тейшейры де Пашкуайша Фернанду Пессоа определял как лузитанский интегрализм, как традициональный и интегральный национализм (O Integralismo Lusitano é um nacionalismo tradicionalista. O saudosismo de Teixeira de Pascoaes é um nacionalismo integral). Очевидно, что в этих текстах без даты Пессоа определял дальнейшее направление собственных изысканий. В понимании поэта саудозизм был идейной основой себастианизма. Пессоа также как и Пашкуайш был мистически настроен. Так, например, он писал о божественном происхождении Саудаде: «Лузитанская душа несёт божественный плод» (A divinização da Saudade. <…> A alma lusitana está grávida de divino. Буквально: беременна божественным).
Но Пессоа в подготовленной для журнала A Águia заметке как символизм, так и саудозизм расценивал враждебными явлениями для творчества своего гетеронима Алберту Каэйру.